# Jeune fille au chapeau fleuri
Jeune fille au chapeau fleuri est une sculpture d'Auguste Rodin, conservée à Paris, au musée Rodin. Réalisée en terre cuite, c'est une œuvre de jeunesse de Rodin, alors qu'il travaillait sous la direction du sculpteur éclectique Albert-Ernest Carrier-Belleuse, dont l'influence se ressent dans ce buste de jeune fille au caractère décoratif, notamment avec ce chapeau incliné orné de fleurs et les lignes ondulantes du vêtement ainsi que des cheveux qui impriment un mouvement et une animation d'inspiration néobaroque. Le regard de la jeune fille – les yeux creusés – confère une présence certaine à l'œuvre et annonce une modernité dérangeante, bien que ce résultat résulte d'accidents de cuisson. Rodin accentue aussi le jeu des ombres et de la lumière en travaillant la terre avec de nombreux reliefs.
Rodin s'est inspiré de Rose Beuret (1844-1917), sa muse et son épouse, pour sculpter cette œuvre,.

## Caractéristiques
- Date : entre 1870 et 1875 [3]
- Dimensions : 34 × 69 × 30 cm
- Matériaux : terre cuite